# Andreas Schaad
Andreas Schaad (ur. 18 kwietnia 1965 w Oberhallau) – szwajcarski narciarz klasyczny specjalizujący się w kombinacji norweskiej, dwukrotny medalista olimpijski oraz srebrny medalista mistrzostw świata.

## Kariera
Po raz pierwszy na arenie międzynarodowej Andreas Schaad pojawił się 17 grudnia 1983 roku w zawodach Pucharu Świata w Seefeld. Zajął wtedy 51. miejsce w konkursie rozgrywanym metodą Gundersena. Pierwsze pucharowe punkty zdobył ponad rok później, 18 stycznia 1985 roku podczas mistrzostw świata w Seefeld, których wyniki zaliczane były także do PŚ. Schaad zajął tam dziewiąte miejsce w Gundersenie. Były to jedyne punkty wywalczone przez Szwajcara w sezonie 1984/1985 i ostatecznie w klasyfikacji generalnej zajął 29. miejsce.
W sezonie 1985/1986 punktował pięciokrotnie, najlepszy wynik osiągając 4 stycznia w Schonach, gdzie był czwarty. W klasyfikacji generalnej pozwoliło mu to zająć dziewiąte miejsce. Kolejny sezon przyniósł mu trzy miejsca w czołowej dziesiątce zawodów pucharowych, jednak ponownie jego najlepszym wynikiem było czwarte miejsce. Sezon ten zakończył na piętnastej pozycji. Na mistrzostwach świata w Oberstdorfie w 1987 roku wspólnie z kolegami z reprezentacji był piąty w zawodach drużynowych.
Najlepsze wyniki Andreas osiągnął w sezonie 1987/1988. W siedmiu zawodach PŚ sześciokrotnie plasował się w czołowej dziesiątce, przy czym 16 stycznia 1988 roku w Le Brassus po raz pierwszy stanął na podium, zajmując drugie miejsce w Gundersenie. Na podium stanął także tydzień później w Seefeld, gdzie był trzeci. Było to równocześnie ostatnie podium Schaada w zawodach pucharowych. W klasyfikacji generalnej był trzeci, za Austriakiem Klausem Sulzenbacherem i Torbjørnem Løkkenem z Norwegii. Najważniejszym punktem tego sezonu były jednak igrzyska olimpijskie w Calgary. Osiągnął tam największy sukces w swojej karierze wraz z Fredym Glanzmannem i Hippolytem Kempfem zdobywając srebrny medal w sztafecie. Po skokach Szwajcarzy zajmowali dopiero szóste miejsce, tracąc do prowadzących reprezentantów RFN blisko 5 minut, jednak w biegu Szwajcarzy byli zdecydowanie najszybsi, co pozwoliło im wyprzedzić cztery inne sztafety. Na mecie do zwycięzców stracili tylko 3,4 sekundy. W zawodach indywidualnych po skokach plasował się na czternastej pozycji. Na trasie biegu uzyskał jednak trzeci czas i awansował na piąte miejsce. Na mecie do podium zabrakło mu 8,2 sekundy.
Po sezonie 1987/1988 Schaad nie odnosił już sukcesów w Pucharze Świata. Startował co prawda do zakończenia sezonu 1993/1994, jednak już nigdy nie stanął na podium zawodów tego cyklu. W klasyfikacji generalnej najlepiej wypadł w sezonach 1991/1992 i 1992/1993, które kończył na dziewiątej pozycji. W tym okresie wystartował między innymi na mistrzostwach świata w Lahi w 1989 roku, gdzie Szwajcarzy, w tym samym składzie co w Calgary, zdobyli srebrne medale. Po skokach znajdowali się poza czołową piątką zawodów, jednak dobra postawa na trasie biegowej pozwoliła im awansować na drugie miejsce. Na mecie do zwycięskich Norwegów stracili ponad minutę, a ostatecznie trzecich reprezentantów NRD wyprzedzili o zaledwie 4.1 sekundy. Indywidualnie Schaad był trzydziesty. Z mistrzostw świata w Val di Fiemme w 1991 roku oraz igrzysk olimpijskich w Albertville w 1992 roku wrócił bez medalu. W 1993 roku podczas mistrzostw świata w Falun zajął czwarte miejsce w sztafecie.
Schaad startował także w zawodach Pucharu Świata B (obecnie Puchar Kontynentalny). W tym cyklu także dwukrotnie stał na podium: 26 grudnia 1990 roku w Chaux-Neuve był drugi, a 24 lutego 1991 roku w Berchtesgaden zwyciężył w Gundersenie. W klasyfikacji generalnej sezonu 1990/1991 zajął trzecie miejsce. Ostatni sukces osiągnął na igrzyskach olimpijskich w Lillehammer. W zawodach indywidualnych awansował z dwudziestego miejsca po skokach na piętnaste na mecie biegu. Ponadto Szwajcarzy w składzie: Jean-Yves Cuendet, Andreas Schaad i Hippolyt Kempf zdobyli brązowy medal w sztafecie. Na trzecim miejscu znaleźli się już po skokach. Do biegu przystąpili ze stratą 7:30 minuty do prowadzących Japończyków oraz blisko 2:30 minuty do drugich Norwegów. Mieli jednak bezpieczną przewagę nad zajmującymi czwarte miejsce Estończykami wynoszącą ponad 2 minuty. Na mecie biegu w czołowej czwórce zmieniły się różnice czasowe, jednak sztafety dobiegły w kolejności, którą zajmowały po skokach. Po zakończeniu sezonu 1993/1994 postanowił zakończyć karierę.

## Osiągnięcia

### Igrzyska olimpijskie
| Miejsce | Dzień     | Rok  | Miejscowość | Konkurencja             | Wynik zwycięzcy | Strata   | Zwycięzca           |
| ------- | --------- | ---- | ----------- | ----------------------- | --------------- | -------- | ------------------- |
| 2.      | 24 lutego | 1988 | Calgary     | Sztafeta K-90/3 × 10 km | 1:20:46,0       | +3,4     | RFN                 |
| 5.      | 28 lutego | 1988 | Calgary     | Gundersen K-90/15 km    | 38:16,8         | +1:12,5  | Hippolyt Kempf      |
| 14.     | 12 lutego | 1992 | Albertville | Gundersen K-90/15 km    | 44:28,1         | +3:34,0  | Fabrice Guy         |
| 10.     | 17 lutego | 1992 | Albertville | Sztafeta K-90/3 × 10 km | 1:23:36,6       | +10:01,9 | Japonia             |
| 3.      | 17 lutego | 1994 | Lillehammer | Sztafeta K-90/3 × 10 km | 1:21.51,8       | +7:48,1  | Japonia             |
| 15.     | 19 lutego | 1994 | Lillehammer | Gundersen K-90/15 km    | 39:07,9         | +5:56,2  | Fred Børre Lundberg |

### Mistrzostwa świata
| Miejsce | Dzień       | Rok  | Miejscowość   | Konkurencja             | Wynik zwycięzcy | Strata     | Zwycięzca           |
| ------- | ----------- | ---- | ------------- | ----------------------- | --------------- | ---------- | ------------------- |
| 9.      | 18 stycznia | 1985 | Seefeld       | Gundersen K-90/15 km    | 410,10 pkt      | -29,89 pkt | Hermann Weinbuch    |
| 5.      | 14 lutego   | 1987 | Oberstdorf    | Sztafeta K-90/3 × 10 km | 1261,94 pkt     | -64,02 pkt | RFN                 |
| 30.     | 18 lutego   | 1989 | Lahti         | Gundersen K-90/15 km    | 37:10,7         | +5:48,8    | Trond Einar Elden   |
| 2.      | 24 lutego   | 1989 | Lahti         | Sztafeta K-90/3 × 10 km | 1:24:21,7       | +1:44,3    | Norwegia            |
| 18.     | 7 lutego    | 1991 | Val di Fiemme | Gundersen K-90/15 km    | 41:00,6         | +4:15,5    | Fred Børre Lundberg |
| 9.      | 8 lutego    | 1991 | Val di Fiemme | Sztafeta K-90/3 × 10 km | 1:21:22,5       | +17:51,0   | Austria             |
| 4.      | 25 lutego   | 1993 | Falun         | Sztafeta K-90/3 × 10 km | 1:19:25,7       | +11.13,4   | Japonia             |

### Puchar Świata

#### Miejsca w klasyfikacji generalnej
- sezon 1984/1985: 29.
- sezon 1985/1986: 9.
- sezon 1986/1987: 15.
- sezon 1987/1988: 3.
- sezon 1988/1989: 12.
- sezon 1989/1990: 15.
- sezon 1990/1991: 13.
- sezon 1991/1992: 9.
- sezon 1992/1993: 9.
- sezon 1993/1994: 20.

#### Miejsca na podium chronologicznie
| Nr | Data             | Miejscowość | Konkurencja         | Wynik zwycięzcy | Pozycja | Strata    | Zwycięzca           |
| -- | ---------------- | ----------- | ------------------- | --------------- | ------- | --------- | ------------------- |
| 1. | 16 stycznia 1988 | Le Brassus  | Gundersen K90/15 km | 412.30 pkt      | 2.      | -5.54 pkt | Trond-Arne Bredesen |
| 2. | 23 stycznia 1988 | Seefeld     | Gundersen K90/15 km | ?               | 3.      | ?         | Klaus Sulzenbacher  |

### Puchar Kontynentalny

#### Miejsca w klasyfikacji generalnej
- sezon 1990/1991: 3.

#### Miejsca na podium chronologicznie
| Nr | Data            | Miejscowość   | Konkurencja         | Wynik zwycięzcy | Pozycja | Strata | Zwycięzca   |
| -- | --------------- | ------------- | ------------------- | --------------- | ------- | ------ | ----------- |
| 1. | 26 grudnia 1990 | Chaux-Neuve   | Gundersen K90/15 km | ?               | 2.      | ?      | Fabrice Guy |
| 2. | 24 lutego 1991  | Berchtesgaden | Gundersen K90/15 km | ?               | 1.      | -      | -           |